# Kahoot!
Kahoot! — игровая обучающая платформа, используемая в классе в школах и других учебных заведениях. На сайте предоставлен каталог игр — «Kahoots» — каждая из которых является викториной, содержащей вопросы с несколькими вариантами ответов. Сайтом можно пользоваться в веб-браузере, а с 2017 года также и в приложениях для мобильных устройств (доступно на меньшем числе языков). Kahoot! может использоваться для проверки знаний учащихся, или в качестве перерыва в классных занятиях.

## Формат
Kahoot! был разработан для групповых занятий. Учащиеся собираются вокруг общего экрана — например, интерактивной доски, проектора, монитора или экрана, передаваемого виртуально, например, через VNC, Jitsi, Skype или Google Hangouts. Игровой процесс простой: все игроки одновременно отвечают на вопросы на своих устройствах. Вопросы выводятся ученикам на экран по одному. Участники набирают очки за каждый правильный ответ. В конце викторины на экран выводится количество очков всех участников, набранных во время ответа на её вопросы.
Для участия в игре не требуется обязательной регистрации.  Викторины можно выбрать из каталога на сайте. Также можно создавать новые викторины — часто эту задачу выполняет ведущий урок, например, учитель. Время ответа на каждый вопрос ограничено примерно 30-60 секундами.

## История и развитие
Kahoot! был основан в 2012 сообща студентами и преподавателями Норвежского университета естественных и технических наук. Сайт был запущен в частной бета-версии на SXSWedu в марте 2013 года, а для общего пользования — в сентябре 2013 года. В 2016 году Kahoot! сделал новую функцию — Jumble — в которой участникам надо не выбрать ответ, а выстроить ответы в правильном порядке.
В марте 2017 года Kahoot! достиг в общей сложности одного миллиарда участвующих игроков, а в мае, как сообщает компания, 50 миллионов активных уникальных пользователей в месяц. По состоянию на 2017 год Kahoot! привлёк $26,5 млн финансирования от Northzone, Creandum и Microsoft Ventures, а также частных инвесторов из Норвегии. По состоянию на 11 октября 2018 года, Kahoot! оценивается в $300 млн.
По состоянию на 2020 год платформой пользуются свыше 70 млн. уникальных пользователей ежемесячно, а влияние использования Kahoot! на образовательный процесс  является предметом некоторых научных исследований. Несмотря на отсутствие русского интерфейса (автоматический перевод возможен в браузере, но не в приложении), Kahoot! завоевал популярность среди преподавателей и учащихся в России.
В 2022 году из-за российского вторжения на Украину сайт заблокировал доступ пользователям из России.